# No Love Deep Web
No Love Deep Web è il secondo album in studio del gruppo statunitense Death Grips, pubblicato nel 2012.
Il disco ottiene un punteggio pari a 76/100 sul sito Metacritic.

## Tracce
1. Come Up and Get Me – 4:13
2. Lil Boy – 3:46
3. No Love – 5:04
4. Black Dice – 3:27
5. World of Dogs – 2:42
6. Lock Your Doors – 3:52
7. Whammy – 3:09
8. Hunger Games – 2:39
9. Deep Web – 2:18
10. Stockton – 3:17
11. Pop – 2:53
12. Bass Rattle Stars Out the Sky – 2:27
13. Artificial Death in the West – 5:58